# Schlacht von Cortenuova
In der Schlacht von Cortenuova am 27./28. November 1237 besiegten die Truppen des römisch-deutschen Kaisers Friedrich II. die Streitkräfte des Lombardenbunds.

## Vorgeschichte
Der Bund der lombardischen Städte, bestehend aus kaiserfeindlich eingestellten oberitalienischen Städten (die aber Teil des Imperiums waren), hatte bereits gegenüber den Kaisern Friedrich I. und Heinrich VI. seine relative Unabhängigkeit bewahrt. Im Jahre 1226 widersetzten die lombardischen Städte sich ebenso Kaiser Friedrich II., indem sie die Pässe und Straßen sperrten, als der Kaiser mit einem großen Heer zu einem Kreuzzug marschierte. Die Spannungen dauerten an, und schließlich forderte Friedrich II. die Städte des Lombardenbundes (der allerdings keine nahtlose Fortsetzung des 1. Bundes aus der Zeit Barbarossas war) dazu auf, ihr Bündnis aufzulösen, seine Rechte anzuerkennen und Truppen für das Heilige Land zu stellen. Als sich die Lombarden weigerten, erklärte der Kaiser im Jahre 1236 den Reichskrieg gegen sie.
Die lombardischen Städte stellten ein Heer auf, mit dem sie zunächst defensiv agierten. Sie manövrierten zwischen den Flüssen und Bergen, um das kaiserliche Heer zu hindern, Städte zu belagern oder sogar einzunehmen, ließen sich jedoch auf keine Schlacht ein. Diese hinhaltende Strategie ging im ersten Kriegsjahr auf. Im folgenden Jahr 1237 war die Stadt Mantua auf die Seite des Kaisers übergetreten. Dieser versammelte im September sein Heer bei dieser Stadt. Dazu gehörten Verstärkungen aus dem deutschen Reichsgebiet (2.000 Ritter) sowie angeblich 7.000 sarazenische Bogenschützen aus Apulien. Von dort aus zog er nach Norden mit dem Ziel, Brescia einzunehmen. Demgegenüber bezog das lombardische Bundesheer durch Flussläufe gedeckte Stellung bei Maniero, so dass Friedrich II. nichts anderes übrig blieb, als gegenüber den Lombarden Stellung zu beziehen und fast bis zum Jahresende abzuwarten. Es kam zu ergebnislosen Verhandlungen, in denen auch Papst Gregor IX. auf eine Verständigung drängte.

## Verlauf
Im November 1237 entließ Friedrich II. die Kontingente der reichstreuen Städte und zog mit seinem Heer nach Südwesten über den Oglio. Für die Lombarden schien es so, als sei der Feldzug beendet und der Kaiser befände sich auf dem Weg in seine Winterquartiere bei Cremona. Darum brachen auch sie ihre verschanzte Stellung ab und marschierten nach Westen in Richtung ihrer Heimatstädte. Tatsächlich war Friedrich II. jedoch jenseits des Flusses sofort nach Norden gezogen, um das lombardische Bundesheer abzufangen und endlich zur Schlacht zu stellen.
Am Morgen des 27. November griff das kaiserliche Heer das Lager der Lombarden südlich von Cortenuova (südöstlich von Bergamo) an. Die Vorhut der kaiserlichen Truppen überraschte die Lombarden und band die Bundestruppen, bis das Hauptheer eintraf. Dabei stießen die Ritter die gegnerischen Reiter nur vom Pferde und überließen es den nachfolgenden Fußsoldaten, die Gegner zu überwältigen und gefangen zu nehmen. Eine solch enge Kooperation von Berittenen und Fußsoldaten war eher unüblich im Mittelalter, erwies sich jedoch als effektiv. Schon in dieser ersten Phase des Kampfes erlitten die lombardischen Truppen größere Verluste und flüchteten panikartig. Die restlichen lombardischen Truppen sammelten sich zunächst um den Fahnenwagen (carroccio) oder verschanzten sich in Cortenuova. Dort leisteten sie den kaiserlichen Truppen erfolgreich Widerstand. Nach einigen Quellen wurden nun die sarazenischen Bogenschützen eingesetzt, ohne jedoch die Lombarden überwinden zu können. Kaiser Friedrich II. befahl seinen Kämpfern, in voller Rüstung zu ruhen, um die Schlacht am folgenden Morgen fortzusetzen. Doch bereits in der Nacht setzten sich die Lombarden ab, wobei noch einmal viele von ihnen auf der Flucht umkamen. Am Morgen besetzten die kaiserlichen Truppen das lombardische Lager.
Die Stärke beider Heere lässt sich nur schätzen, da mittelalterliche Chronisten entweder gar keine Angaben machen oder zu starken Übertreibungen neigen (ähnlich wie antike Historiker). Der kaiserliche Vertraute Petrus de Vinea nennt für das kaiserliche Heer bei Beginn der Schlacht 10.000 Kämpfer, was wahrscheinlich alle Kombattanten einschließt und bedeuten würde, dass das kaiserliche Heer zu Beginn des Feldzuges noch stärker gewesen war.  Der lombardische Städtebund hatte für das gemeinsame Heer in einem Vertrag aus dem Jahre 1231 einen Gesamtumfang von 10.000 Fußsoldaten, 3.000 Rittern und 1500 Bogenschützen festgelegt. Es ist jedoch fraglich, inwiefern dieser Soll-Bestand am Ende des Feldzuges im November noch gegeben war.

## Folgen
Bei ihrer panischen Flucht ließen die mailändischen Truppen sogar ihren Fahnenwagen zurück, der anschließend auf Befehl des Kaisers durch die Straßen Cremonas, der alten Rivalin Mailands (die zudem mit dem Kaiser verbündet war), gezogen wurde. Gewaltigen Eindruck erweckte das Spektakel schon dadurch, dass der Wagen von einem Elefanten gezogen wurde; auf dem Wagen befand sich auch der vornehmste Gefangene Friedrichs, Petrus Tiepolo, der Sohn des Dogen von Venedig Jacopo Tiepolo und gleichzeitig Podestà von Mailand. 
Friedrich II. sah sich auf dem Höhepunkt seiner Macht, zumal der Bund bald in Verhandlungen mit dem Kaiser eintrat; diese scheiterten aber schließlich, da der Kaiser das Friedensangebot Mailands ablehnte. Friedrich ließ auch den Fahnenwagen symbolträchtig auf dem römischen Capitol aufstellen und zugleich in einem begleitenden Sendschreiben seinen Sieg verkünden. Ein großer, auf fünf Säulen ruhender Marmorarchitrav trug drei Distichen: Der Kaiser hat über seine Feinde triumphiert, die Würde der ruhmreichen Stadt Rom wurde gepriesen, ebenso wie der Kaiser seiner Liebe zur ewigen Stadt Ausdruck verlieh; selbst Kardinäle nahmen an der Einweihungszeremonie teil.
Dieses Vorgehen musste Papst Gregor IX. zutiefst verärgern, da der Kaiser damit den päpstlichen Hoheitsanspruch auf Rom ignorierte (allerdings hatten schon vorher verschiedene Kaiser auf der Zugehörigkeit Roms zum Imperium bestanden). Friedrich hatte außerdem Kontakte zu stadtrömischen Kreisen aufgenommen, womöglich plante er sogar langfristig die Einbindung der Stadt in das Reich und somit eine Anknüpfung an das antike Imperium Romanum. Allerdings sollten die Erfolge nicht von Dauer sein – die Belagerung Brescias scheiterte, und am 20. März 1239 erließ Gregor IX. eine Bannbulle, mit der der Kaiser exkommuniziert wurde. Dennoch belegt der Sieg von Cortenuova eindrucksvoll das Machtpotential, über das Friedrich II. gegebenenfalls in Italien verfügen konnte.